# Таємниця Снігової королеви (фільм, 1986)
«Таємниця Снігової Королеви» (рос. «Тайна Снежной королевы») — російський радянський художній фільм 1986 року режисера Миколи Олександровича.

## Сюжет
Фільм-казка оповідає про незвичайну подорож маленької дівчинки Герди, яка розшукує свого друга Кая, викраденого Сніговою королевою…

## У ролях
- Аліса Фрейндліх
- Олег Єфремов
- Ніна Гоміашвілі
- Ян Пузиревський
- Вія Артмане
- Олександр Леньков
- Леонід Ярмольник
- Володимир Качан
- Сергій Проханов
- Володимир Виноградов
- Владислав Стржельчик
- Людмила Макарова
- Всеволод Ларіонов
- Михайло Богдасаров
- Петро Складчиков
- Олександр Пятков

## Творча група
- Сценарій: Вадим Коростильов
- Режисер: Микола Олександрович
- Оператор: Георгій Криницький
- Композитор: Марк Мінков